# Ligne de Sárbogárd à Bátaszék
La ligne de Sárbogárd à Bátaszék ou ligne 46 est une ligne de chemin de fer de Hongrie. Elle relie Sárbogárd à Bátaszék.